# Lateracanthus curtus
Lateracanthus curtus is een eenoogkreeftjessoort uit de familie van de Chondracanthidae. De wetenschappelijke naam van de soort is voor het eerst geldig gepubliceerd in 1993 door Kabata.